# Juhani Ojala
Juhani Ojala, né le 19 juin 1989 à Vantaa en Finlande, est un footballeur international finlandais. Il évolue au poste de défenseur central au IF Gnistan.

## Biographie

### En club
Né à Vantaa en Finlande, Juhani Ojala commence le football dans le club local du Vantaan Jalkapalloseura (communément appelé VJS). Il poursuit sa formation dans le plus grand club du pays, le HJK Helsinki. Il fait ses débuts avec l'équipe première en 2008 et s'y impose comme un joueur majeur en 2010. En août 2011, il quitte le club pour rejoindre la Suisse et le club du BSC Young Boys.
Avec les Young Boys il participe notamment à la Ligue Europa 2012-2013 et se fait remarquer lors du premier match de la phase de groupe, le 20 septembre 2012, en marquant un but contre le Liverpool FC. Titulaire ce jour-là, il permet tout d'abord à Liverpool d'ouvrir le score en marquant contre son camp dès la quatrième minute de jeu, à la suite d'une erreur de son coéquipier Christoph Spycher qui dégage mal un centre de Stewart Downing sur lui, le ballon rebondissant sur la tête d'Ojala dans son propre but. Le défenseur central finlandais marque ensuite le but égalisateur du deux partout juste après la mi-temps mais ne peut empêcher la défaite de son équipe (3-5 score final),.
En février 2013, Ojala rejoint le club russe du Terek Grozny.
Le 31 août 2016, il signe en faveur du SJK.
Le 26 août 2019, Juhani Ojala rejoint le Vejle BK, club évoluant alors en deuxième division danoise.
Le 29 juillet 2021, il rejoint le Motherwell FC, pour un contrat de deux ans, soit jusqu'en juin 2023.

### En sélection
Juhani Ojala honore sa première sélection avec l'équipe nationale de Finlande le 15 novembre 2011, en entrant en jeu à la place de Petri Pasanen, lors d'un match amical face au Danemark. Son équipe s'incline par deux buts à un ce jour-là.
Ojala marque son premier but en sélection face au Maroc le 9 janvier 2017, lors d'un match amical. Il permet ainsi à son équipe de s'imposer (0-1).

## Palmarès
- HJK Helsinki
  - Champion de Finlande en 2009, 2010 et 2011.